# Михалек, Коннор
Коннор «Сокрушитель» Михалек (англ. Connor «The Crusher» Michalek; 25 ноября 2005 — 25 апреля 2014, Питтсбург) — фанат WWE, привлёкший значительное внимание СМИ после различных кампаний в социальных сетях для него, с целью встретить своего героя и любимого рестлера, Дэниела Брайана. Позже он несколько раз встретил Брайана и других звёзд WWE. Михалек, который боролся с раком позвоночника и мозга с трёх лет, умер в апреле 2014 в возрасте восьми лет. Руководители WWE Трипл Эйч и Стефани Макмэн впоследствии создали благотворительную организацию Лечение Коннора (англ. Connor’s Cure) для борьбы с раком в его честь. Посмертно был награждён «Наградой Воина» (англ. Warrior Award) в 2015 на церемонии Зала славы WWE в 2015 году.

## Биография
Коннор родился в 2005 году в семье Стивена Михалека и Бриттани Калиджури. У Коннора развилась медуллобластома, когда ему было три года. После постановления диагноза, ему было сделано несколько операций. Коннору пришлось пройти через много курсов химиотерапии. У него был младший брат, Джексон. Проживал Коннор в округе Аллегейни, Пенсильвания. Будучи огромным фанатом WWE, он был известен благодаря его «именам на ринге» — «Каменный сокрушитель», или просто «Сокрушитель».
В октябре 2012 года видео с Коннором, просившим увидеть его героя, WWE рестлера, Дэниела Брайана, было выложено на YouTube и привлекло внимание многих СМИ. Появилась специальная группа в Facebook, названная «Помогите Коннору встретить Дэниела Брайана» (англ. Help Connor meet Daniel Bryan), в которую вступили сотни человек. Через 48 часов председатель и глава WWE Винс Макмэн сказал, что Михалек встретит Брайана. Коннор встретил Дэниела во время WWE RAW в Питтсбурге 18 декабря 2012 года. Вновь они встретились 7 октября 2013 года, когда RAW опять был в Питтсбурге. Михалек посетил Рестлманию 30, находясь в переднем ряду. Когда Брайан выиграл чемпионство WWE в тяжёлом весе, он обнял Коннора, празднуя свою победу.

## Смерть и наследие
Коннор скончался 25 апреля 2014 года в возрасте 8 лет. Впоследствии WWE выпустило видео в его память, которое стало вирусным. В этом видео он встречает многих звёзд WWE во время Рестлмании 30.
В июне 2014 года Трипл Эйч и Стефани Макмэн запустили некоммерческую благотворительную организацию «Лечение Коннора» (англ. Connor’s Cure). К марту 2016 года был собран почти $ 1 000 000, что помогло больше, чем сотне семей.
9 марта 2015 года WWE анонсировали, что Михалек будет упомянут на церемонии Зала славы WWE. Михалек был посвящён в Зал славы WWE Дэниелом Брайаном и Даной Уорриор (жена Последнего Воина). Коннор был посмертно награждён «Наградой Воина», названную в честь Последнего Воина. Эта награда даётся тем, кто «показали непоколебимую силу и настойчивость и тем, кто проживают жизнь с мужеством и состраданием, олицетворяющие неукротимый дух Последнего Воина».
Таким образом, Михалек стал самым младшим представителем Зала Славы WWE (в возрасте 8 лет).

## Награды и достижения
- WWE
  - WWE Hall of Fame (класс 2015 года, Награда Воина).